# 高氯酸亚铊
高氯酸亚铊是一种无机化合物，化学式为TlClO4，它在266 °C发生相变。它在460 °C分解，生成氯化亚铊和三氧化二铊，并放出热量。它和三氧化二铬加热反应，生成重铬酸亚铊：
2 TlClO4 + Cr2O3 → Tl2Cr2O7 + Cl2↑ + 2 O2↑
它可由碳酸亚铊和高氯酸反应制得。